# Fletcher (North Carolina)
Fletcher is een plaats (town) in de Amerikaanse staat North Carolina, en valt bestuurlijk gezien onder Henderson County.

## Demografie
Bij de volkstelling in 2000 werd het aantal inwoners vastgesteld op 4185.
In 2006 is het aantal inwoners door het United States Census Bureau geschat op 4606, een stijging van 421 (10,1%).

## Geografie
Volgens het United States Census Bureau beslaat de plaats een oppervlakte van
13,7 km², geheel bestaande uit land.

## Plaatsen in de nabije omgeving
De onderstaande figuur toont nabijgelegen plaatsen in een straal van 12 km rond Fletcher.